# Museo Ho Chi Minh
Il museo Ho Chi Minh (in vietnamita Bảo tàng Hồ Chí Minh) è un museo di Hanoi, capitale del Vietnam. È dedicato ad Ho Chi Minh, leader della lotta di indipendenza vietnamita contro i francesi e primo presidente del paese.
Il museo si trova all'interno del complesso Ho Chi Minh, nel distretto di Ba Dinh, alle spalle del Mausoleo di Ho Chi Minh ed è stato aperto al pubblico nel 1990. Le collezioni del museo seguono in ordine cronologico la vita di Ho Chi Minh, dalla nascita nel villaggio di Kim Liên, ai viaggi all'estero, l'adesione al comunismo e la lotta contro la Francia e in seguito gli Stati Uniti. L'ultima sezione è dedicata alla figura di Ho Chi Minh come eroe nazionale e figura guida del Vietnam moderno. 

## Storia
Nel 1970, un anno dopo la morte di Ho Chi Minh, fu creato un comitato per preparare la costruzione del Museo di Ho Chi Minh. Il governo sovietico ha fornito assistenza gratuita nella costruzione del museo. La maggior parte del lavoro preparatorio, compresi i progetti e la formazione di squadre di specialisti, fu intrapresa dall'Unione Sovietica. Il team di progettazione era guidato da Harold Isakovich, un architetto che ebbe un ruolo importante nella costruzione del Mausoleo di Ho Chi Minh, del Monumento a Lenin e del Palazzo della Cultura dell'Amicizia dei Popoli Sovietici e Vietnamiti ad Hanoi.
Alla creazione del museo hanno preso parte anche gli artisti Vladimir Nadezhin, Leonty Ozernikov e M. Khudyakova.

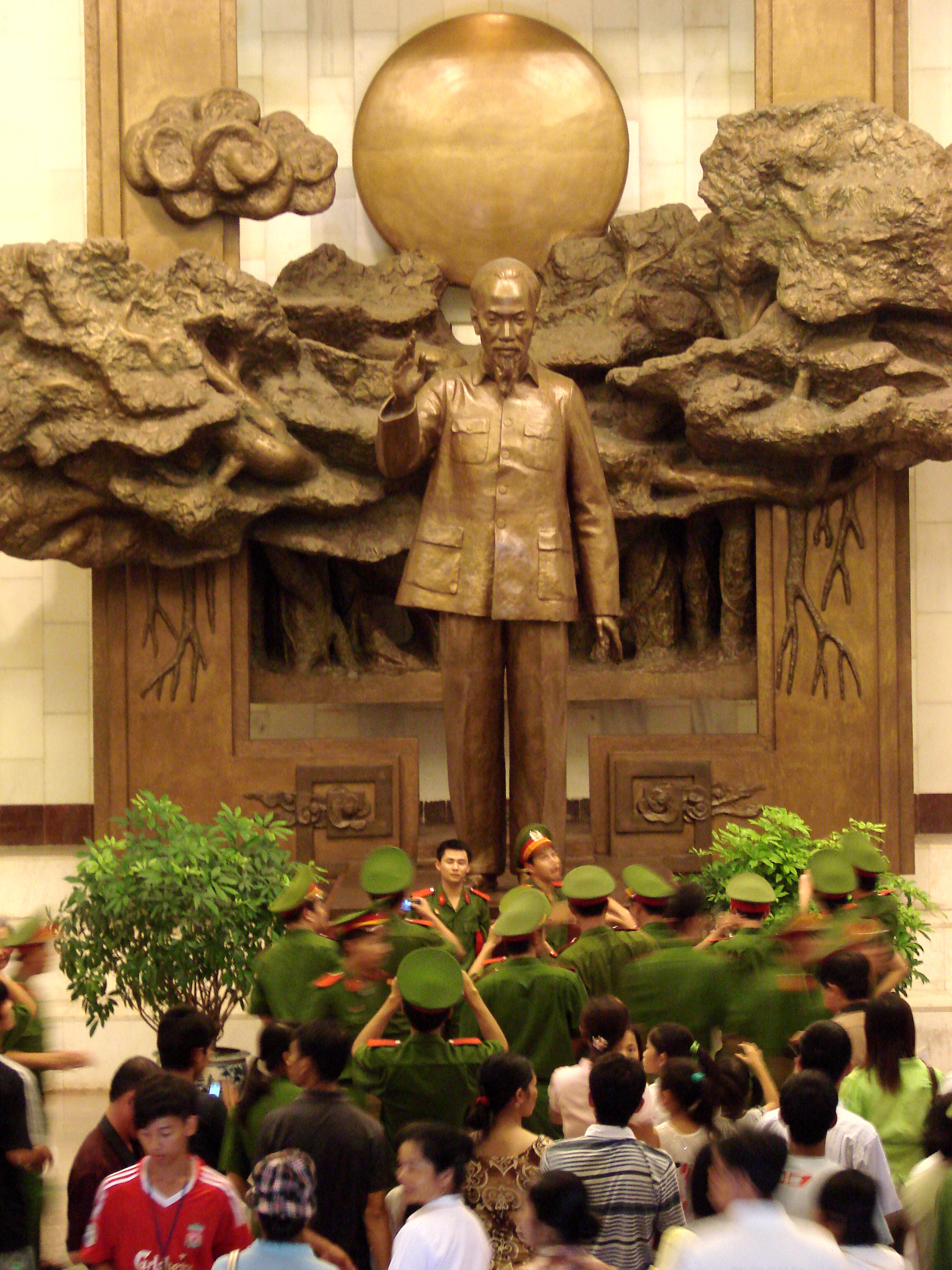
Statua di Ho Chi Minh in una sala del museo

Nel giorno del 95º anniversario di Ho Chi Minh, decine di migliaia di tonnellate di acciaio speciale furono portate dall'Unione Sovietica. A quel tempo, l'URSS firmò il divieto di esportazione di pregiati tipi di pietra utilizzati nella costruzione. Tuttavia, per sostenere la costruzione del museo, è stata fatta un'eccezione, consentendo l'esportazione della pietra in Vietnam. Un gran numero di fabbriche e organizzazioni vietnamite hanno inviato i propri lavoratori per le esigenze di costruzione, hanno fornito il miglior cemento, mattoni, legno, solo per rispettare il programma di costruzione.
L'edificio è stato inaugurato il 19 maggio 1990, il centenario di Ho Chi Minh.

## Le mostre
Il museo documenta la vita di Ho Chi Minh, con 8 mostre cronologiche. Il primo, dal 1890 al 1910, si ispira alla sua educazione, città natale e giovinezza. La seconda mostra riguarda i successivi dieci anni della sua vita, quando Ho Chi Minh viaggiò per il mondo alla ricerca di un mezzo per liberare il Vietnam dalle restrizioni del colonialismo.
Le tre mostre successive, che coprono la vita di Ho Chi Minh dal 1920 al 1945, descrivono come adattò l'influenza del marxismo e del leninismo ai principi fondanti del Partito comunista vietnamita, oltre ad affrontare la sua continua ricerca per raggiungere l'indipendenza del Vietnam. Le mostre 6-7 coprono la vita di Ho Chi Minh dal 1945 fino alla sua morte nel 1969. Il gruppo finale di mostre si concentra principalmente sul suo status di eroe nazionale e sui dettagli della sua vita politica.
Il museo è costituito da una collezione di manufatti, miniature e vari doni raccolti a livello nazionale e internazionale. Questo museo contiene anche più di 170.000 documenti, oggetti e film sul presidente Ho Chi Minh e sulla sua opera rivoluzionaria.

## Architettura
Da lontano, il museo ricorda un fiore di loto bianco, che simboleggia il cuore del popolo vietnamita e la vita di Ho Chi Minh e della sua terra natale, il villaggio di Sen nella provincia di Nghe. L'altezza del museo di 20 metri non supera il Mausoleo di Ho Chi Minh. Il museo è diviso in due sezioni: la sezione superiore è caratterizzata dai lati inclinati, elementi caratteristici dell'architettura orientale. Elementi decorativi asiatici si intrecciano con la geometria moderna. L'edificio è stato concepito come un ottagono, il numero delle mura lungo gli otto petali del loto. Quattro pareti corrispondono ai punti cardinali e sono decorate con un motivo stilizzato. L'ingresso principale è dalla porta est. Il museo occupa una superficie totale di 18.000 m², vi è una sala che può ospitare 400 persone e una biblioteca speciale per 100 persone. Secondo la filosofia tradizionale vietnamita, il cielo era rotondo e la terra era quadrata; questa idea è chiaramente visibile nella Sala Cerimoniale: il suo soffitto rotondo simboleggia il cielo, e il pavimento quadrato, decorato con immagini di fiori e piante vietnamite, simboleggia la terra. La statua di Ho Chi Minh si trova proprio tra cielo e terra.